# Michael Ojake
Michael Ojake (* 1961 in Lagos) ist ein nigerianischer Schauspieler, Hörspiel- und Synchronsprecher sowie Drehbuchautor.

## Leben
Ojake begann 1983 ein Theaterstudium an der Hochschule für darstellende Künste in Sofia, Bulgarien. Ende der 1980er Jahre ging er zurück nach Nigeria, wo er als Lehrer für Puppenspiel und Ästhetik am Television College in Jos tätig wurde. Anschließend arbeitete er in der Abteilung für internationale Beziehungen im National Arts Theater in Lagos.
1991 kam Ojake nach Berlin, wo er unter anderem als Puppenspieler am Figurentheater „Marotte“ arbeitete. In 2001 begann Ojake eine Ausbildung zum Drehbuchautor.
Ojake spricht neben seiner Muttersprache Hausa auch fließend Deutsch, Englisch und Bulgarisch. Er lebt in Berlin.

## Filmografie (Auswahl)

### Darstellung
- 1998: Polizeiruf 110: Live in den Tod (NDR)
- 2001: Tatort: Exil! (NDR)
- 2002: Mit dem Rücken zur Wand
- 2004: Befreite Zone
- 2004: Mitfahrer – Jede Begegnung ist eine Chance
- 2014: Tatort: Kaltstart (NDR)
- 2015: Tatort: Schutzlos (SRF)
- 2023: Nächste Ausfahrt Glück – Familienbesuch

### Synchronrollen

#### Filme
- 1998: Für Piripi Waretini in Moby Dick als Queequeg
- 2002: Für Adewale Akinnuoye-Agbaje in Die Bourne Identität als Wombosi
- 2003: Für Sammi Rotibi in Tränen der Sonne als Arthur Azuka
- 2005: Für George Harris in Die Dolmetscherin als Kuman Kuman
- 2009: Für Eugene Khumbanyiwa in District 9 als Obesandjo
- 2011: Für Wale Ojo in Johnny English – Jetzt erst recht! als Präsident Chambal
- 2013: Für Leonard Earl Howze in Lone Ranger als Homer
- 2015: Für Method Man in Dating Queen als Temembe
- 2016: Für John Kani in The First Avenger: Civil War als König T'Chaka
- 2016: Für Sammi Rotibi in Batman v Superman: Dawn of Justice als General Amajagh
- 2017: Für Chris Obi in Ghost in the Shell als John Kipling
- 2018: Für Nonso Anozie in 7 Tage in Entebbe als Idi Amin

#### Serien
- 2004–2010: Für Adewale Akinnuoye-Agbaje in Lost als Mr. Eko
- 2011–2019: Für Lucian Msamati in Game of Thrones als Salladhor Saan

## Hörspiele (Auswahl)
- 2003: William Gibson: Neuromancer (3. Teil) (Aerol) – Bearbeitung und Regie: Alfred Behrens (Hörspielbearbeitung, Science-Fiction-Hörspiel – RB/WDR)
- 2009: Kai-Uwe Kohlschmidt: Ludwig Leichhardt – Wanderer zwischen den Welten (Wommi) – Komposition und Regie: Kai-Uwe Kohlschmidt (Original-Hörspiel – RBB)
- 2018: Dunja Arnaszus: Menschentiere (Hammounde) – Regie: Dunja Arnaszus (Originalhörspiel – RBB/DLR)